# Marcelo Mariano Dias
Marcelo Mariano Dias (Leópolis, 29 settembre 1985) è un calciatore brasiliano, attaccante del St. Andrews.

## Carriera
In carriera ha giocato 29 partite nei turni preliminari delle coppe europee con varie squadre maltesi, di cui 7 per la Champions League, 10 per l'Europa League e 12 per la Conference League.

## Palmarès

### Club
- Coppa di Malta: 2

Hibernians: 2011-2012, 2012-2013
- Campionato maltese: 2

Hibernians: 2014-2015, 2016-2017
- Supercoppa di Malta: 1

Hibernians: 2015